# 苦楽
『苦楽』（くらく）は、日本の大衆文芸雑誌。
1923年 - 1928年に直木三十五らによって発行されたもの（第1期）と、1946年 - 1949年に大佛次郎を中心として発行されたもの（第2期）がある。

## 第1期

### 歴史

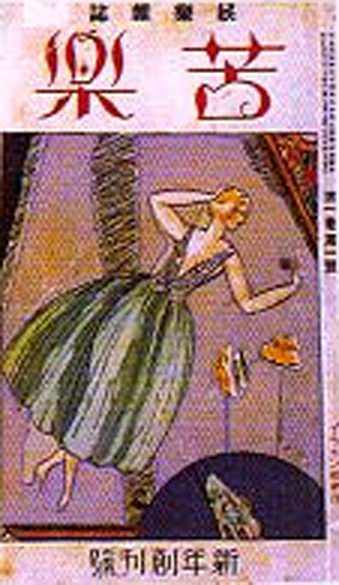
『苦楽』新年創刊号（第1巻第1号、1924年1月1日発行）

1922年（大正11年）、大阪の化粧品会社中山太陽堂（現クラブコスメチックス）が、出版社・プラトン社を設立した。中山太陽堂の顧問であった小山内薫をプラトン社の編集長に、同社の広告図案家だった山六郎をプラトン社に出向させ、同年4月、雑誌『女性』を創刊していた。
プラトン社では、さらに雑誌を創刊する予定があり、文藝春秋社にいた直木三十五（当時「直木三十二」）が、1923年（大正12年）9月1日の関東大震災を機に、菊池寛、芥川龍之介、久米正雄、里見弴らの推薦状を持って大阪に移り、プラトン社に入社した。直木と同期入社の編集者に川口松太郎、デザイナーに山名文夫がいた。直木が新雑誌の編集を受け持つこととなり、同年12月には「1924年1月号」をもって第1期『苦楽』は創刊された。雑誌名「苦楽」とは、英語の「life」を小山内が日本語に翻訳したものである。『苦楽』の発行人は、『女性』同様、松阪青渓が引き受けた。
編集方針は、講談でも文壇小説でも満足しないというハイブラウな層に向けたものであった。創刊号の執筆者は小山内や直木のほか、里見弴、吉井勇、岡本綺堂、白井喬二らで、創刊特別別冊大付録「代表的五大名家戯曲傑作集」には、谷崎潤一郎、菊池寛、山本有三らの作品が掲載された。直木の『槍の権三重帷子』は自身初めての小説で、その後は「仇討物」を中心に多くの時代小説を掲載するようになり、これらの作品が菊池寛に認められて、『文藝春秋』にも執筆するようになった。編集者には川口、デザインは山と山名が『女性』に平行して行ない、挿絵画家に岩田専太郎、竹中英太郎がいた。
1924年（大正13年）の5月号に、直木が「香西織恵」の筆名で書いた『心中きらゝ坂』は評判がよく、牧野省三のマキノ映画製作所等持院撮影所が『雲母阪』（監督沼田紅緑、同年6月20日公開）のタイトルで映画化した。この成功で直木は映画製作に大いに興味を持ち、1925年（大正14年）3月には奈良に映画製作会社・連合映画芸術家協会を設立、夏にはプラトン社を退社した。
同年4月、プラトン社が堂島ビルディングに移転、同年、研究機関「中山文化研究所」を併設、所長に富士川游を招き、大阪の堂島ビルと東京の丸ノ内ビルヂングに置いた。プラトン社は東京に本格進出し、1926年（大正15年）には岩田専太郎が、翌1927年（昭和2年）には川口松太郎がそれぞれ東京に転居し、ふたりは「田端文士村」に住んだ。直木も同年には「連合映画芸術家協会」を解散し、プラトン社について東京に舞い戻る。
大衆小説の草分け的雑誌であり、アール・デコの強い影響を受けたソフィスティケイトされたデザインの雑誌として、プラトン社が廃業する1928年（昭和3年）5月まで、『女性』誌とともに発行された。江戸川乱歩の『人間椅子』がよく知られているが、他に小酒井不木、片岡鉄兵、横溝正史、甲賀三郎、阿部恒郎、馬場孤蝶、松本泰、本田緒生、延原謙、牧逸馬、角田喜久雄、大下宇陀児、小舟勝二らの探偵小説が掲載された。全51号。

### おもな作品
- 直木三十三『槍の権三重帷子』 （1924年1月創刊号、1923年12月発行）
- 里見弴『今年竹』 （1924年1月創刊号で再掲載、後編連載 同年2月号 - 1926年12月号）
- 岡本綺堂『三浦老人昔話』（1924年1月創刊号から連載）
- 今東光『朱雀門』 （1924年）
- 泉鏡花『眉かくしの霊』 （1924年）
- 香西織恵『心中きらゝ坂』 （直木三十五の筆名、1924年5月号） - 同年マキノ映画製作所等持院撮影所で映画化
- 岡本綺堂『青蛙堂鬼談』 （1925年）
- 今東光『異人娘と武士』 （1925年） - 同年映画化、阪東妻三郎プロダクション第1回作品
- 今東光『ヤッパンマルスの作曲家』 （1926年） - 1937年映画化、ＰＣＬ映画製作所・東宝配給 「維新秘話　戦ひの曲（渡辺邦男監督）」
- 江戸川乱歩『人間椅子』 （1925年10月号）
- 国枝史郎『神州纐纈城』 （1925年 - 1926年、未完）
- 江戸川乱歩『闇に蠢く』 （1926年1月号 - 同年11月号、連載中絶） - のちに1927年完結
- 薄田泣菫『茶話』 （「764. 堪忍という事」「765. 価」、1926年9月号 - 同年10月号）

## 第2期

### 創刊
第二次世界大戦後の1946年（昭和21年）、かつての『苦楽』寄稿者でもあった大佛次郎がその復刊を目指し、川口松太郎を通じて、プラトン社の経営者だった中山豊三の実兄で、中山太陽堂の創業社長・中山太一から誌名を譲り受けた。鎌倉文庫にいた田中延二、『モダン日本』編集長だった須貝正義らをスタッフとして、「苦楽社」を設立、同年10月号から第2期『苦楽』を創刊した。当時海軍放出の用紙を抱えていた文寿堂が出資者となっており、用紙も豊富だった。
大佛は占領下日本のアメリカニズムの氾濫に対して、「編集方針はアメリカのアの字も書かぬ」と公言し、「懐古趣味とけなされてもよかった」と、老大家と言われる作家の作品を中心に掲載した。創刊号の執筆者は、小説が大佛の他に、久保田万太郎、上司小剣、長田秀雄、白井喬二、加藤武雄、吉屋信子、宮川曼魚、随筆に平山蘆江、菊池寛、里見弴、佐藤垢石、喜多村緑郎、花柳章太郎、内田誠、短歌・俳句に吉井勇、中村汀女などであった。表紙は鏑木清方の美人画で、「アナクロ」「江戸の通人趣味」などと批判されたが、13万部売り切れとなった。大佛は編集の意図が「日本の文化に否定的な時世への反抗」であり、また「青臭い文学青年の文学でなく社会人の文学を築きたいと志している」と書いたように、主な対象読者は中年以上で、清方の表紙、名作絵物語、安藤鶴夫『落語鑑賞』、菊池寛『新今昔物語』などの連載に人気があった。

### 発展
売れ行きは好調で、翌1947年には最高15万部となる。執筆者はその当時はあまり執筆のない作家が多く、高浜虚子の1947年2月号掲載の『虹』は何十年ぶりかの小説発表であり、続いて松本たかし、水原秋桜子などの俳人にも小説を依頼した。その後、豊富だった用紙事情が悪化し、創刊わずか半年の1947年5月からはページ数制限がなされた。中村岳陵は自ら絵物語をやりたいと大佛に頼んで、谷崎潤一郎『お艶殺し』を1947年12月号に描いたが、原稿料は受け取らなかった。志賀直哉や谷崎の小品をカラーページに掲載したり、また安藤鶴夫、水谷準、飯沢匡、高木四郎らの同好会「J・J・Jグループ」による音楽記事もあった。大佛は戦後最初の『鞍馬天狗』シリーズである『新東京絵図』を、同年から1948年まで連載した。
1948年（昭和23年）2月には、北南米在住邦人向けの『海外版・苦楽』を発刊した。GHQが用紙、印刷等を斡旋したものだったが、同じように海外版を発行した『キング』などと同様に赤字で、この海外版は3号で終了した。

### 内紛から廃刊まで
「苦楽社」は、資金面では出資者の文寿堂が実権を握っており、これを不満とした編集者たちは東京地方裁判所に仮処分申請して文寿堂と手を切り、1948年7・8月合併号から独自経営となった。しかし1948年5月に発足した「新聞及出版用紙割当事務庁」の用紙割当てなどによる出版不況が始まり、『苦楽』も売れ行きは悪化していく。
「苦楽社」の再建策として、まず大佛の『鞍馬天狗選集』全13巻を刊行した。次いで青少年向けの雑誌『天馬 ペガサス』を1949年新年号から発行したが、返品率90%という損失で6号で終了した。『苦楽』も若い層に向けにするために、絵物語の解説を河盛好蔵にするなどの方策も実施したが、経営改善には至らなかった。1949年（昭和24年）9月号を最終号として廃刊に至った。全35号。
別冊を6号出しており、なかでも「現代語訳西鶴特集」では、里見弴版の『好色一代男』、吉井勇版の『好色一代女』などが掲載された。

### おもなビブリオグラフィ
- 雑誌『苦楽』 （第2期、全35号、1946年10月 - 1949年9月）
- 雑誌『別冊苦楽』  （全6号、1946年 - 1949年）
- 雑誌『海外版・苦楽』 （全3号、1948年2月 - 同年4月）
- 雑誌『天馬 ペガサス』 （全6号、1948年1月 - 同年6月）
- 大佛次郎『鞍馬天狗選集』 （全13巻、1948年 - 1949年）

## 註
1. ↑  「高畠華宵大正ロマン館」公式サイト内の「山六郎」の記述を参照。
2. 1 2 3  中山太陽堂の後身・クラブコスメチックス公式サイト内の記事「プラトン社」の記述を参照。
3. 1 2  松岡正剛の公式サイト「松岡正剛の千夜千冊」内の記事「直木三十五『南国太平記』上・下」（2001年8月24日）の記述を参照。
4. ↑  大佛次郎「安鶴さんと「苦楽」」（『旅の誘い 大佛次郎随筆集』講談社 2002年